# Dolné Zelenice
Dolné Zelenice (em húngaro: Alsózélle) é um município da Eslováquia, situado no distrito de Hlohovec, na região de Trnava. Tem 2,72 km² de área e sua população em 2018 foi estimada em 590 habitantes.

## Demografia
| Ano:        | 1994 | 2004   | 2014    | 2024   |
| ----------- | ---- | ------ | ------- | ------ |
| Broj ljudi: | 529  | 534    | 593     | 611    |
| Razlika:    |      | +0,94% | +11,04% | +3,03% |

| Ano:               | 2023 | 2024   |
| ------------------ | ---- | ------ |
| Número de pessoas: | 605  | 611    |
| Diferença:         |      | +0,99% |